# Polak (album)
Pour les articles homonymes, voir Polak.
Albums de PLK
Platinum
(2018) Mental
(2019)
Polak est le premier album studio du rappeur français PLK, sorti le 5 octobre 2018 sous les labels Enna Music, Panenka Music et Wagram Music.

## Liste des pistes
| 1.  | Intro                    | PLK         | Junior Alaprod                                              | 2:35 |
| 2.  | Le sel                   | PLK         | OGCeleste                                                   | 2:51 |
| 3.  | Waow (feat. Nekfeu)      | PLK, Nekfeu | Diabi, Neva                                                 | 3:13 |
| 4.  | Séparer                  | PLK         | Junior Alaprod                                              | 3:00 |
| 5.  | 250                      | PLK         | DST The Danger                                              | 2:45 |
| 6.  | Idiote                   | PLK         | Junior Alaprod, Yung G, Phunka, Kaaz                        | 3:19 |
| 7.  | Polak                    | PLK         | Katrina Squad                                               | 2:52 |
| 8.  | Gozier (feat. Paluch)    | PLK, Paluch | Benjay                                                      | 3:07 |
| 9.  | Bunkoeur                 | PLK         | Katrina Squad                                               | 3:31 |
| 10. | Monégasque               | PLK         | Neva                                                        | 3:22 |
| 11. | Hier (feat. SCH)         | PLK, SCH    | Katrina Squad, Timo                                         | 3:39 |
| 12. | Ils nous comprennent pas | PLK         | Yseult, DST The Danger, Le Motif, Junior Alaprod, Marlin    | 3:01 |
| 13. | Olcho Gvng               | PLK         | Platinumwav                                                 | 3:23 |
| 14. | Weed                     | PLK         | DST The Danger, Le Motif, Junior Alaprod, Wladimir Pariente | 3:14 |

| 15. | Enfant du hall     | PLK | Hitxchi, Yung G, Phunka                                     | 3:40 |
| 16. | Dingue             | PLK | Junior Alaprod                                              | 2:56 |
| 17. | Sans suite         | PLK | Flash Beats                                                 | 3:31 |
| 18. | Émotif (Booska 1H) | PLK | DST The Danger, Le Motif, Junior Alaprod, Wladimir Pariente | 2:40 |

## Titres certifiés en France

### Edition standard
- Waow (feat. Nekfeu)  Or [1]
- Idiote  Or [2]
- Polak  Or [3]
- Bunkoeur  Or [3]
- Monégasque  Diamant [4]
- Hier (feat. SCH)  Platine [5]

### Bonus Tracks
- Dingue  Diamant [6]
- Émotif (Booska 1H)  Diamant [7]

## Clips vidéos
- 250 : 10 septembre 2018
- Monégasque : 2 octobre 2018
- Polak : 21 octobre 2018
- Hier (feat. SCH) : 19 décembre 2018
- Dingue : 1er février 2019

## Classements et certifications

### Classement hebdomadaire
| Classements                  | Meilleure position |
| ---------------------------- | ------------------ |
| Belgique (Wallonie Ultratop) | 9                  |
| France (SNEP)                | 6                  |
| Suisse (Schweizer Hitparade) | 31                 |

### Ventes et certifications
| Région        | Certification | Ventes/Streams |
| ------------- | ------------- | -------------- |
| France (SNEP) | 3 × Platine   | 300 000        |